# Carlos Jaime Marcos Stiglich Bérninzon
Carlos Jaime Marcos Stiglich Bérninzon (* 22. November 1945 in Lima; † 27. Januar 2015 in São Paulo) war ein peruanischer Botschafter.

## Persönliches
Er war mit Susana Watson Aramburú verheiratet.

## Studium
Von 1963 bis 1965 studierte er Philologie, an der Päpstlichen Katholischen Universität von Peru. Von 1966 bis 1970 studierte er Rechtswissenschaft und Politikwissenschaft an der Universidad Nacional Mayor de San Marcos. 1978 studierte er Diplom in Internationale Beziehungen an der Universidad del Salvador, Buenos Aires, Argentinien, von 1982 bis 1983 wurde er Doktor der Rechte der Autonomen Universität Madrid in Spanien. Von März bis November 1970 absolvierte er einen Postgraduerten Studiengang der Wirtschaftskommission für Lateinamerika und die Karibik Commercial Promotion Expert, Santiago de Chile. Von 1969 bis 1976 absolvierte er einen Postgraduerten Studiengang des 8. und 15. Fortbildungszyklus der Academia Diplomática del Perú. Von März bis Dezember 2001 absolvierte er einen Postgraduerten Studiengang des Senior Management Program der Universidad de Piura. 1978 erlangte er einen Abschluss als Bachelor of Laws der Universidad Nacional Mayor de San Marcos.
1968 erlangte er einen Abschluss als Berufsdiplomat, Diplomatische Akademie von Peru. 1978 wurde er Bachelor der Internationalen Beziehungen der Academia Diplomática del Perú. 2003 erhielt er die Zulassung als Rechtsanwalt an der Universidad Nacional Mayor de San Marcos.

## Werdegang
1975 war er Geschäftsträger in Kairo. Von Mai 1993 bis Oktober 1995 war er Botschafter in Stockholm und war zeitgleich in Den Haag, Oslo, Reykjavík und Helsinki akkreditiert.
Von November 1995 bis Juni 1999 war er Botschafter in Tel Aviv. Von 2007 bis 2011 hatte er Exequatur als Generalkonsul in São Paulo.